# 古典音樂作曲家列表
这是一个古典音乐作曲家的列表，按照作曲家出生的年份先后顺序，划分为六个部分

## 生于1550年以前

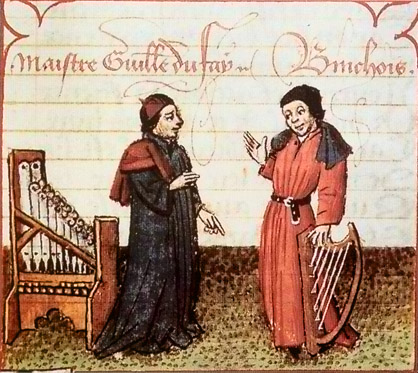
15世纪的法国-弗莱芒作曲家迪费和班舒瓦

西欧的艺术音乐从中世纪的教堂圣咏开始发源，距今已有1000多年的历史，早期的作曲家很多是修士、游吟诗人或者贵族，他们的宗教和世俗两方面的音乐创作，共同为后来古典音乐的发展打下基础。而当中世纪快將结束，文艺复兴运动在欧洲风起云涌之时，音乐创作也呈现出新的发展趋势，并出现以帕莱斯特里纳、拉絮斯为代表的杰出的文艺复兴作曲家。

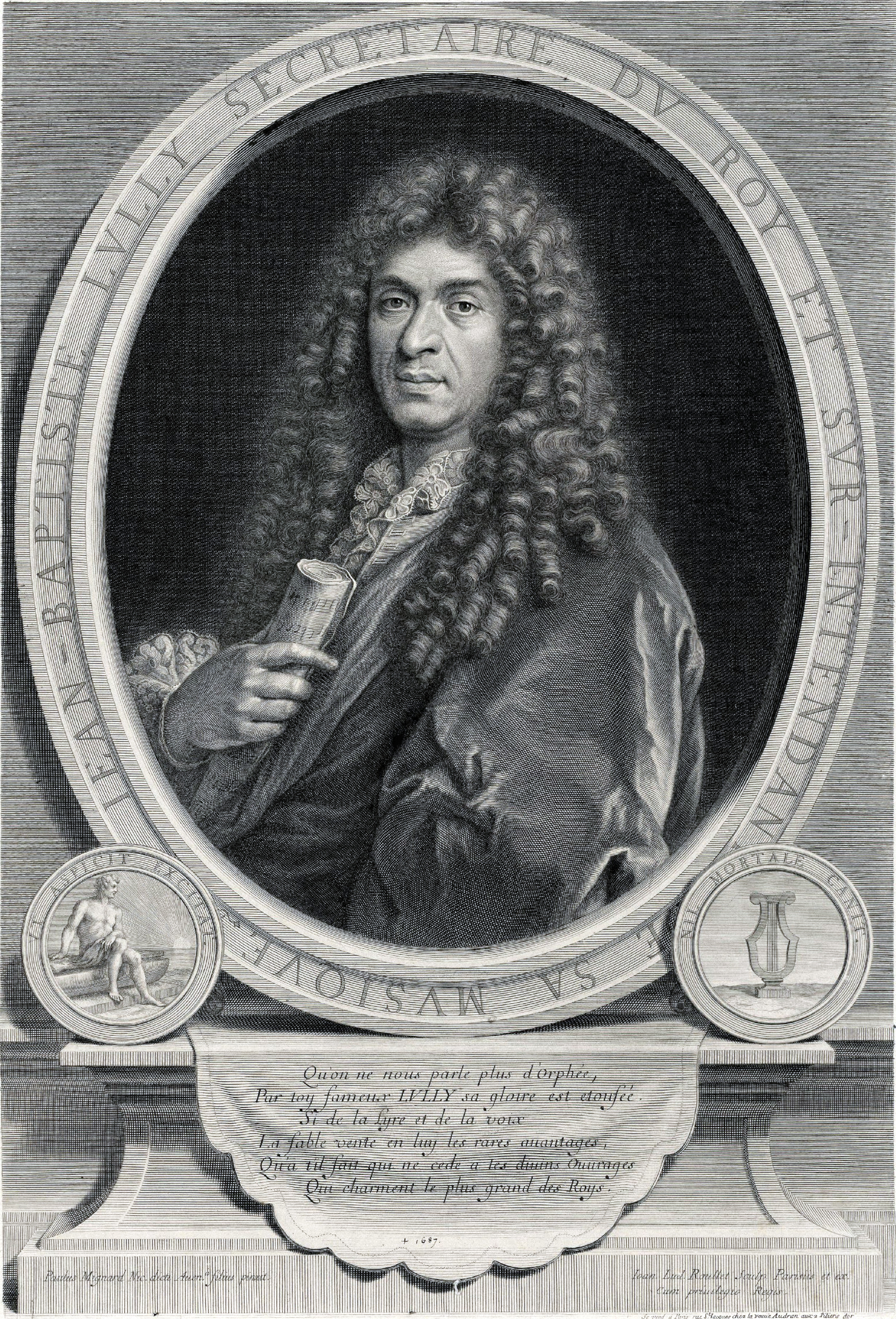
法国作曲家吕利，路易十四宫中的大红人

## 生于1550年至1699年
到了文艺复兴的晚期，很多在后世相当重要的音乐体裁正在一步步走向确立，例如歌剧等。器乐在这个时候蓬勃发展，很多文艺复兴晚期的作曲家也是优秀的键盘乐器或其他乐器的演奏家。16世纪末，音乐史正式进入巴洛克时期，蒙台威尔第等一批承前启后的伟大作曲家引领了新的潮流，音乐的表达形式日益多样，音乐中表达的感情日益丰富，这时期的很多作曲家依然供职于贵族的宫廷之中，很多在历史上赫赫有名的音乐家家族纷纷涌现。而到了17世纪末18世纪初的巴洛克晚期，更有J.S.巴赫和韓德尔这样的集大成者出现。

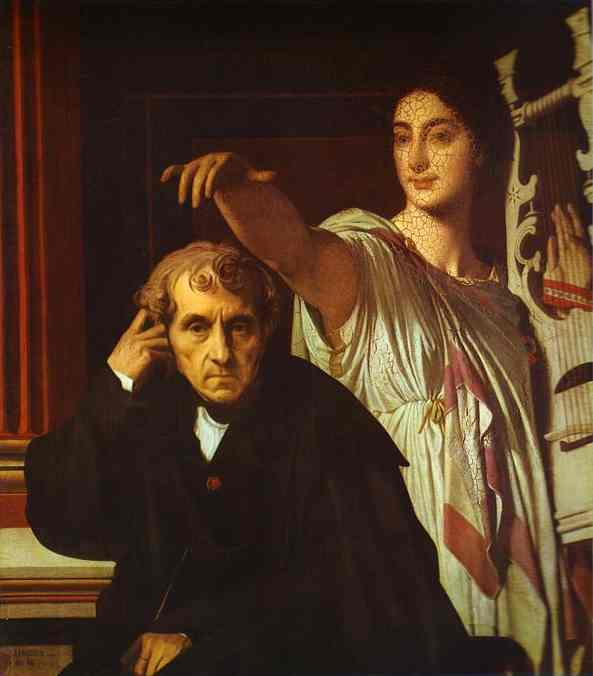
欧忒耳佩与横跨古典主义和浪漫主义时期的作曲家凯鲁比尼

## 生于1700年至1799年
18世纪30-50年代，就像很多别的艺术形式一样，音乐也开始走进古典主义时期，奏鸣曲式的广泛使用和交响曲、弦乐四重奏等曲式的规范化，都令这个并不是很长的音乐发展史时期十分重要，古典主义中晚期，维也纳古典乐派的三位大师貝多芬、莫札特、和海頓把古典音乐艺术带到了一个新的巅峰。18世纪末，随着启蒙运动达到高峰以及法国大革命的爆发，作曲家在社会中的地位开始发生变化，他们逐渐脱离仆从的身份，从而走向独立自主发展、经营的自由音乐家。而18世纪晚期的浪漫主义运动兴起之时，音乐界也逐步跟上了这个潮流，丰富甚至极端的情感表达在音乐创作中越来越重要，由浪漫派拉開了辉煌的浪漫主义时期。

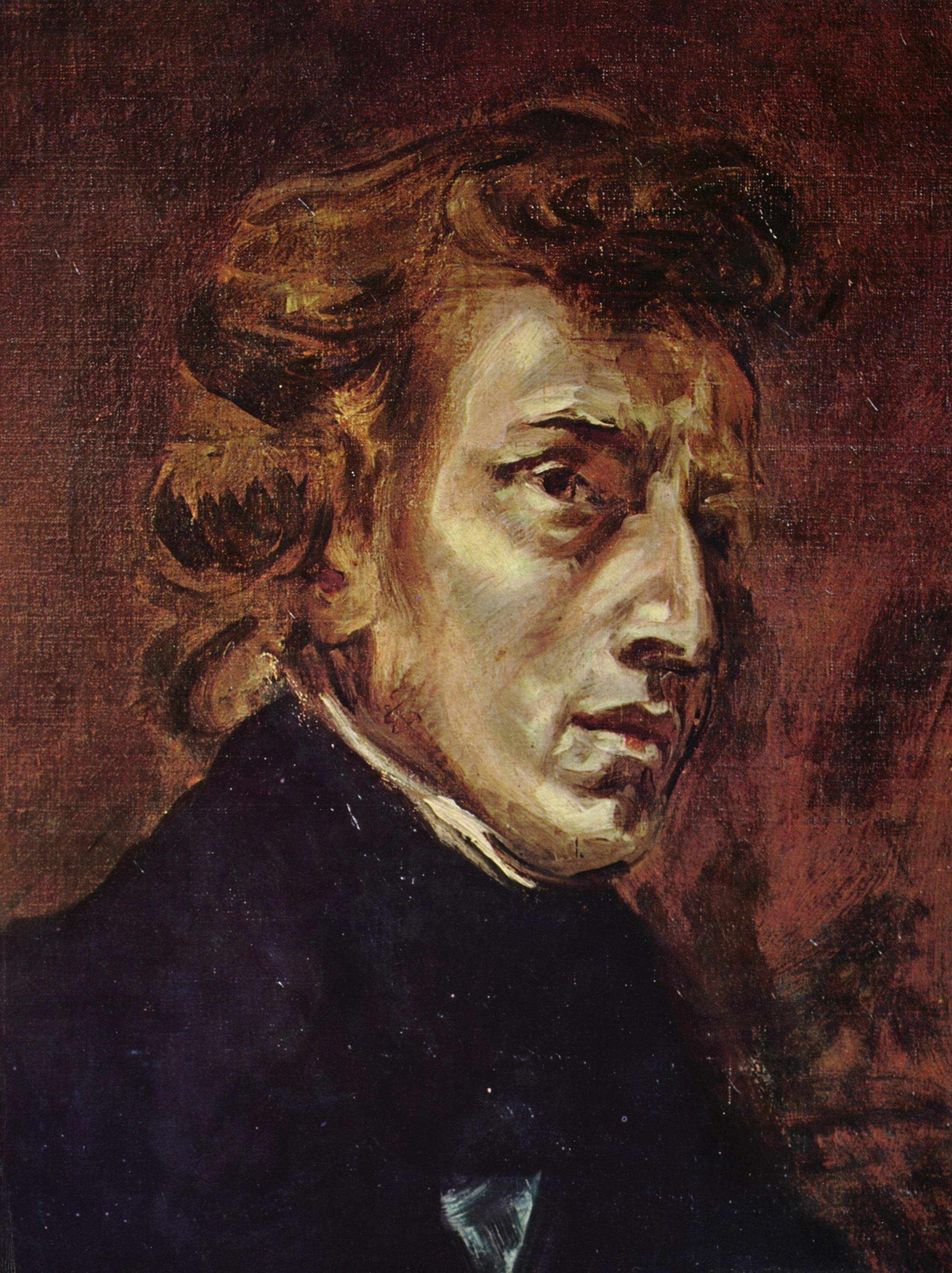
肖邦，早期浪漫主义作曲家的典型，集高超演奏技巧、充满戏剧性的感情生活和民族意识于一身

## 生于1800年至1849年
浪漫主义时期在19世纪上半叶正式开始，多位出生于19世纪最初十几年的作曲家使古典音乐的世界增添了很多充满情感和戏剧性的故事、以及音乐作品。这些作曲家大多不再像以前那样，在宫廷里服侍王公贵族，他们表达自己思想与情感的空间也因此越来越大，于是很多作曲家都有了自己十分鲜明的个人风格，从而留名青史。而一些来自原本不发达，至少音乐不发达的国家或地区的作曲家，也结合着当时的民族解放思潮，纷纷开始尝试创作有本民族特色的音乐，这些人往往被通称为民族主义作曲家，或者民族乐派。

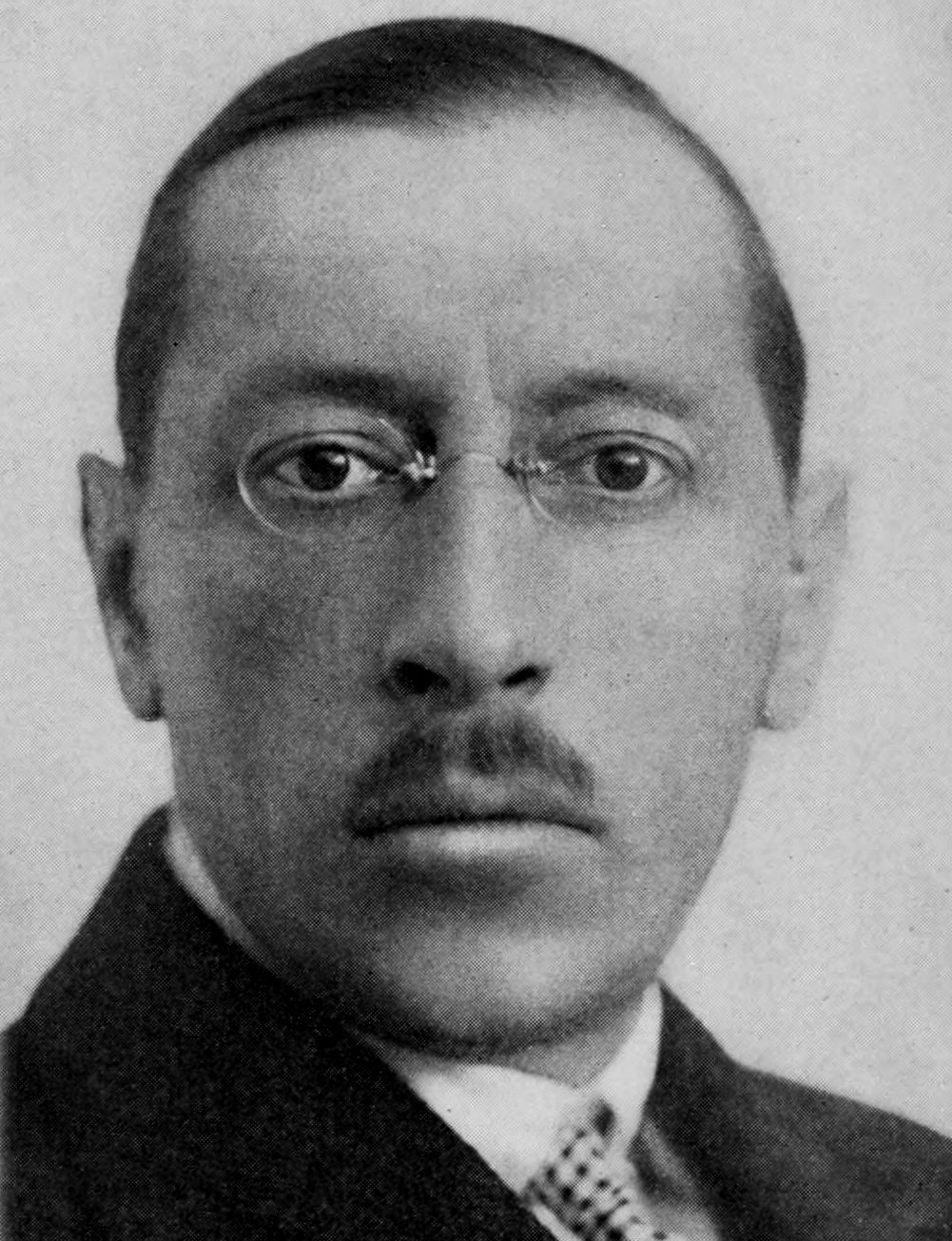
从19世纪民族主义音乐中走出，引领20世纪音乐创作的世纪大师：斯特拉文斯基

## 生于1850年至1899年
浪漫主义时期的高峰是“激进”的歌剧作曲家瓦格纳和“保守”的“纯音乐”作曲家布拉姆斯交相辉映的时代，后来的作曲家很难不受到他们的影响，19世纪下半叶，“后浪漫主义”音乐逐渐出现，浪漫主义音乐向着其更为极端的方向发展，调性体系开始瓦解，情感表达逐渐强化为表现主义。有不少作曲家开始考虑另外寻找新的道路，解决浪漫主义音乐即将崩溃的问题，于是印象主义、新古典主义等形形色色的新乐派纷纷出现，19世纪后期出生的这批作曲家，终于开启了音乐史上令人眼花缭乱的20世纪音乐时期。

## 生于1900年至今
20世纪的古典音乐创作在科技的迅猛发展以及流行音乐的迅速普及之下发生了很大变化，先锋派作曲家们做着各种各样的声音实验，但也有的作曲家选择回归传统，尤其是回归在20世纪初被瓦解的调性，于是这个时期的作曲家有的在音乐界内部评价很高，但听众数目却比不上一些专业评价较低的作曲家。但是直到进入21世纪，古典音乐作曲家们的各种体裁的创作还在继续如常进行，并将一直延续下去。